# Bear (Delaware)
Bear es un lugar designado por el censo ubicado en el condado de New Castle en el estado estadounidense de Delaware. Según la Oficina del Censo de los Estados Unidos en el año 2000 tenía una población de 17 593 habitantes y una densidad poblacional de 1 182 personas por km².

## Geografía
Bear se encuentra ubicado en las coordenadas 39°37′13″N 75°41′5″O / 39.62028, -75.68472.

## Demografía
Según la Oficina del censo, en el año 2000 los ingresos medios por hogar en la localidad eran de 53 240 dólares, y los ingresos medios por familia eran 57 509 $. Los hombres tenían unos ingresos medios de $40 115 frente a los $30 231 para las mujeres. La renta per cápita para la localidad era de $20 715. Alrededor del 5,4% de la población estaban por debajo del umbral de pobreza.